# Steinstraße 96 (Plau am See)

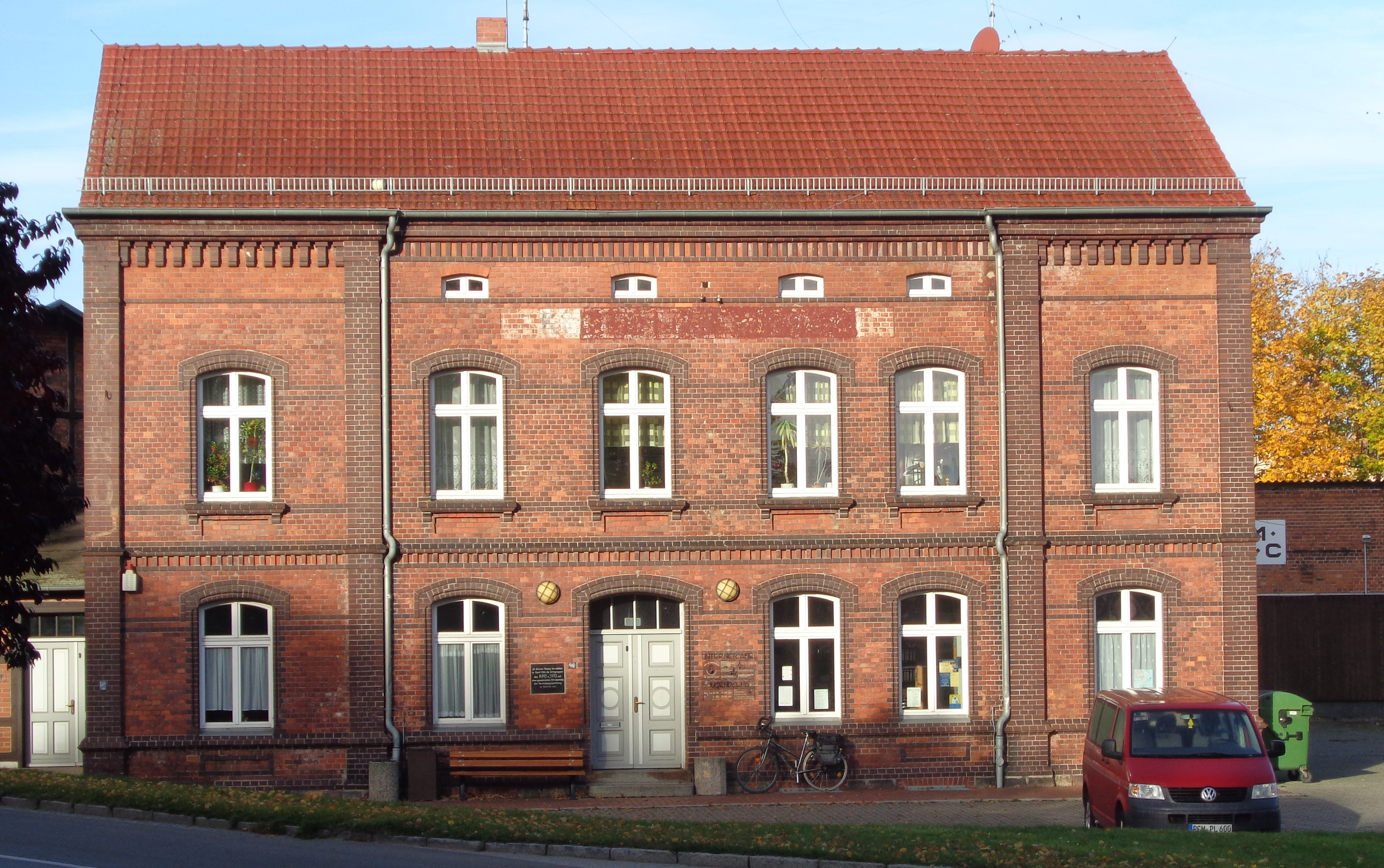

Das ehemalige Bahnhofshotel Steinstraße 96 in Plau am See (Mecklenburg-Vorpommern) an der Ecke zur Bahnhofsstraße wurde 1880 gebaut und ist heute ein Kinder- und Jugendzentrum. 
Das Gebäude steht unter Denkmalschutz.

## Geschichte
Plau am See ist im 13. Jahrhundert entstanden und wurde 1235 erstmals als Stadt erwähnt.
Das zweigeschossige verklinkerte historisierende Gebäude aus der Gründerzeit mit einem Satteldach über einem  verzierten Gesims, dem Mezzaningeschoss sowie den Segmentbögen über Fenster und Tür wurde 1880 als Bahnhofshotel gebaut und am 26. Januar 1881 eröffnet. Am 21. August 1897 fand hier die erste Filmvorführung „mit lebenden Bildern“ in Plau statt. In einem Saal-Anbau eröffnete im Juli 1917 das Kino Metropol, das bis 1956 bestand. Danach erfolgte der Umbau zu einer Sporthalle, die bis heute als Mehrzweckhalle genutzt wird.

1946 fand hier die Zwangs-Vereinigung der Ortsgruppen von KPD und SPD zur SED statt, woran seit 1966 eine Gedenktafel erinnert. Am 1. Januar 1949 übernahm die SED das Haus, kurz darauf erfolgte die Umbenennung als Karl-Marx-Haus. Damit endete der Hotelbetrieb. In der Folge wurde das Haus überwiegend als FDJ-Klubhaus und Kulturhaus genutzt.
In dem sanierten und umgebauten Haus befindet sich seit 1991 das Kinder- und Jugendzentrum Plau.